# NGC 1449
NGC 1449 este o galaxie lenticulară situată în constelația Eridanul. A fost descoperită în 9 octombrie 1864 de către Heinrich Louis d'Arrest. Se află la o distanță de 54,42 de megaparseci de Pământ.